# Haager Übereinkommen vom 29. Mai 1993 über den Schutz von Kindern und die Zusammenarbeit auf dem Gebiet der internationalen Adoption

Unterzeichnerstaaten farbig: Staaten in türkis haben unterzeichnet und ratifiziert; Staaten in lila sind keine Mitglieder haben aber ratifiziert; in grün noch nicht ratifiziert. (Stand 2021)

Das Haager Übereinkommen über den Schutz von Kindern und die Zusammenarbeit auf dem Gebiet der internationalen Adoption vom 29. Mai 1993 (kurz: Haager Adoptionsübereinkommen, HAÜ) wurde auf der Haager Konferenz für Internationales Privatrecht beschlossen.
Das Übereinkommen soll sicherstellen, dass grenzüberschreitende Adoptionen zum Wohl des Kindes und unter Wahrung seiner völkerrechtlich anerkannten Grundrechte stattfinden und die Entführung und den Verkauf von Kindern sowie illegale Adoptionen verhindern. Erforderlich sind die Zustimmung der Mutter und die Beratung des Kindes. Das Übereinkommen enthält außerdem die verfahrensrechtlichen Voraussetzungen der internationalen Adoption und verpflichtet die Vertragsstaaten, eine zentrale Behörde, welche die ihr durch das Übereinkommen übertragenen Aufgaben wahrnimmt, zu bestimmen.
Deutschland ratifizierte das Abkommen am 22. November 2001, es trat zum 1. März 2002 in Kraft. 
Das deutsche Gesetz zur Ausführung des Haager Übereinkommens vom 29. Mai 1993 über den Schutz von Kindern und die Zusammenarbeit auf dem Gebiet der internationalen Adoption trat am 1. Januar 2002 in Kraft.
Das Haager Übereinkommen vom Europarat wurde – neben anderen sozialen und rechtlichen Entwicklungen – vom Europarat für die revidierte Fassung vom 27. November 2008 (SEV Nr. 202) des Europäischen Übereinkommens über die Adoption von Kindern mitberücksichtigt.